# Кјарабаљија (Торино)
Кјарабаљија је насеље у Италији у округу Торино, региону Пијемонт.
Према процени из 2011. у насељу је живело 33 становника. Насеље се налази на надморској висини од 302 м.